# Museo nazionale dell'Antartide Felice Ippolito
Il Museo nazionale dell'antartide Felice Ippolito (in acronimo MNA) è un museo scientifico italiano, diviso in più sedi: Siena, Trieste e - fino al 2017 - Genova.

## Storia e descrizione
Istituito nel 1996, è dedicato alla memoria del geologo e ingegnere Felice Ippolito (1915-1997), che ne fu il primo presidente.
Di proprietà universitaria, il museo è anche un centro nazionale e internazionale di ricerca sulla storia dell'esplorazione dell'Antartide.
Il complesso è così suddiviso:
- Sede di Genova: situata nell'area espositiva del porto antico, illustrava il continente antartico e le attività di ricerca, con specifica attenzione alla biologia ed ecologia. Era soprattutto incentrata sulle attività di ricerca della base italiana Mario Zucchelli e italo-francese Concordia.
- Sede di Siena: situata nell'area didattica del Laterino, conserva una biblioteca di oltre 4.000 documenti, una cartoteca di oltre 900 mappe dell'antartide, una raccolta di oltre 7.000 foto aeree e da satellite, una petroteca di oltre 19.000 campioni di rocce e fossili, una collezione di oltre 1.100 esemplari di meteoriti. Illustra in particolare l'evoluzione geologica, climatologica ed ambientale del continente antartico.
- Sede di Trieste: situata nel comprensorio universitario di San Giovanni, occupa un'area di 800 m2. Conserva reperti geologici, sedimentologici, marini e testimonianze della storia dell'esplorazione antartica, con particolare riferimento alle esplorazioni di Scott, Shackleton ed Amundsen. L'area espositiva è divisa in tre settori: storiografia dell'Antartide; storia delle esplorazioni dell'Antartide; storia delle spedizioni italiane in Antartide.

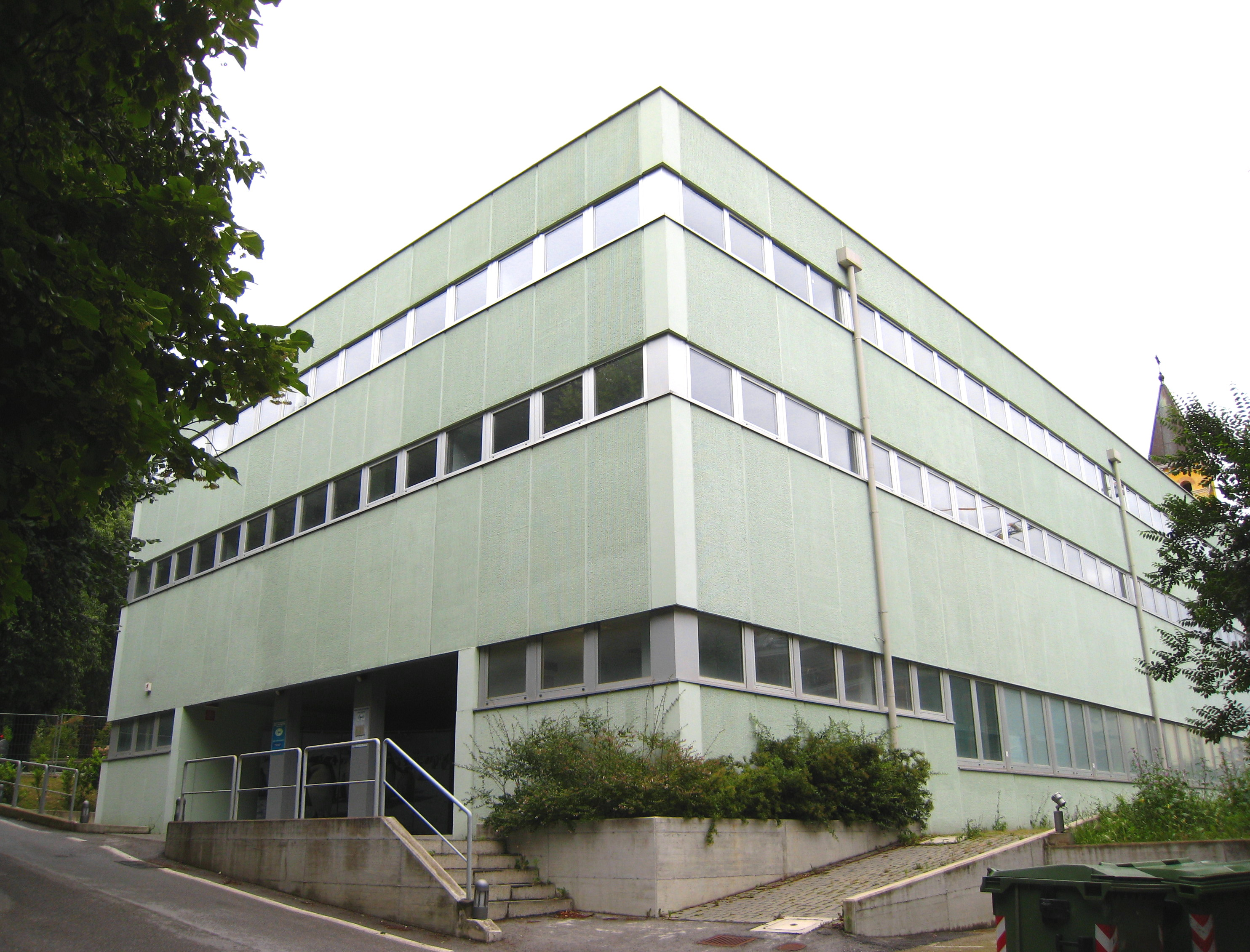
La sede di Trieste
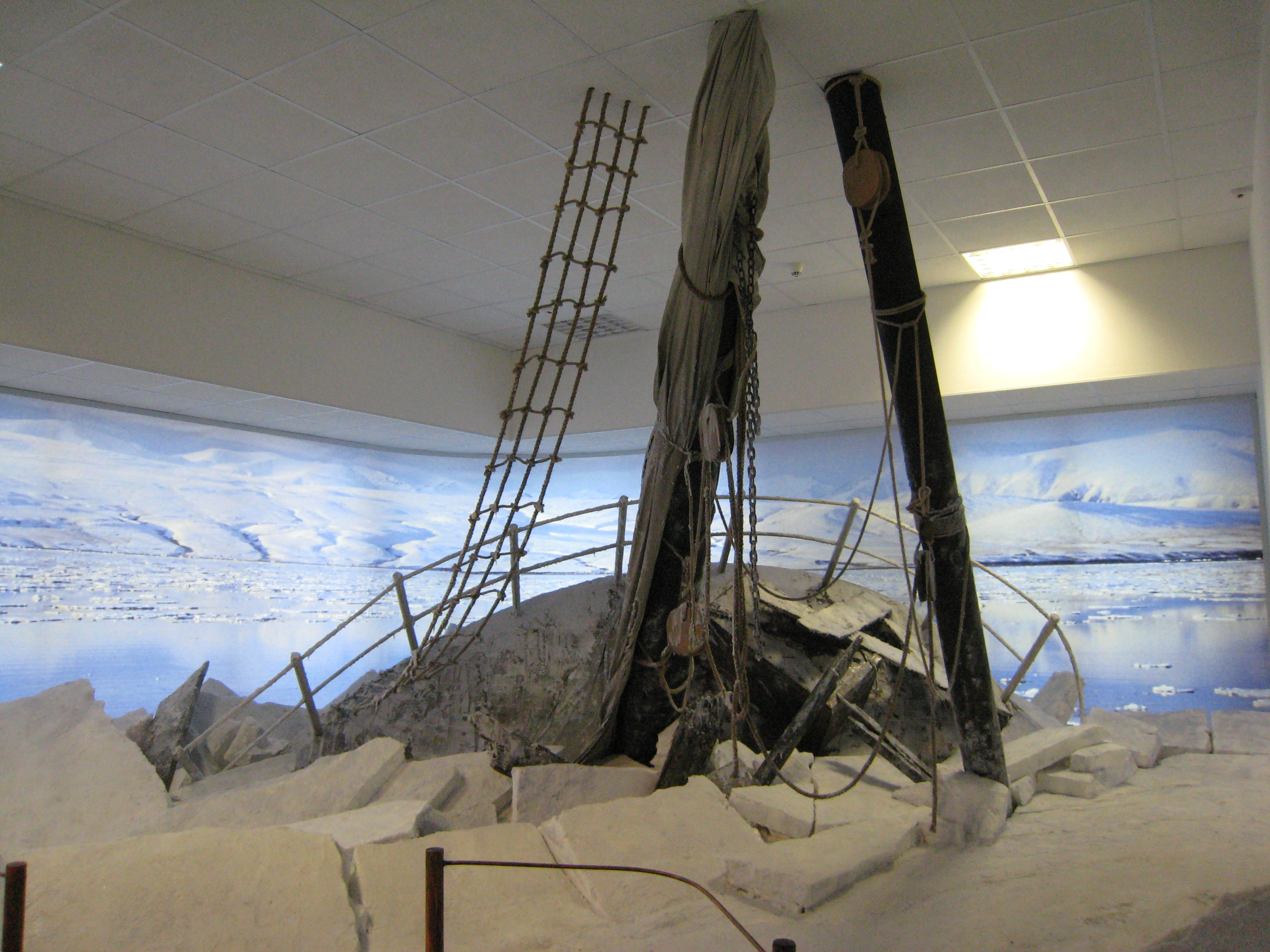
Sede di Trieste - Una ricostruzione
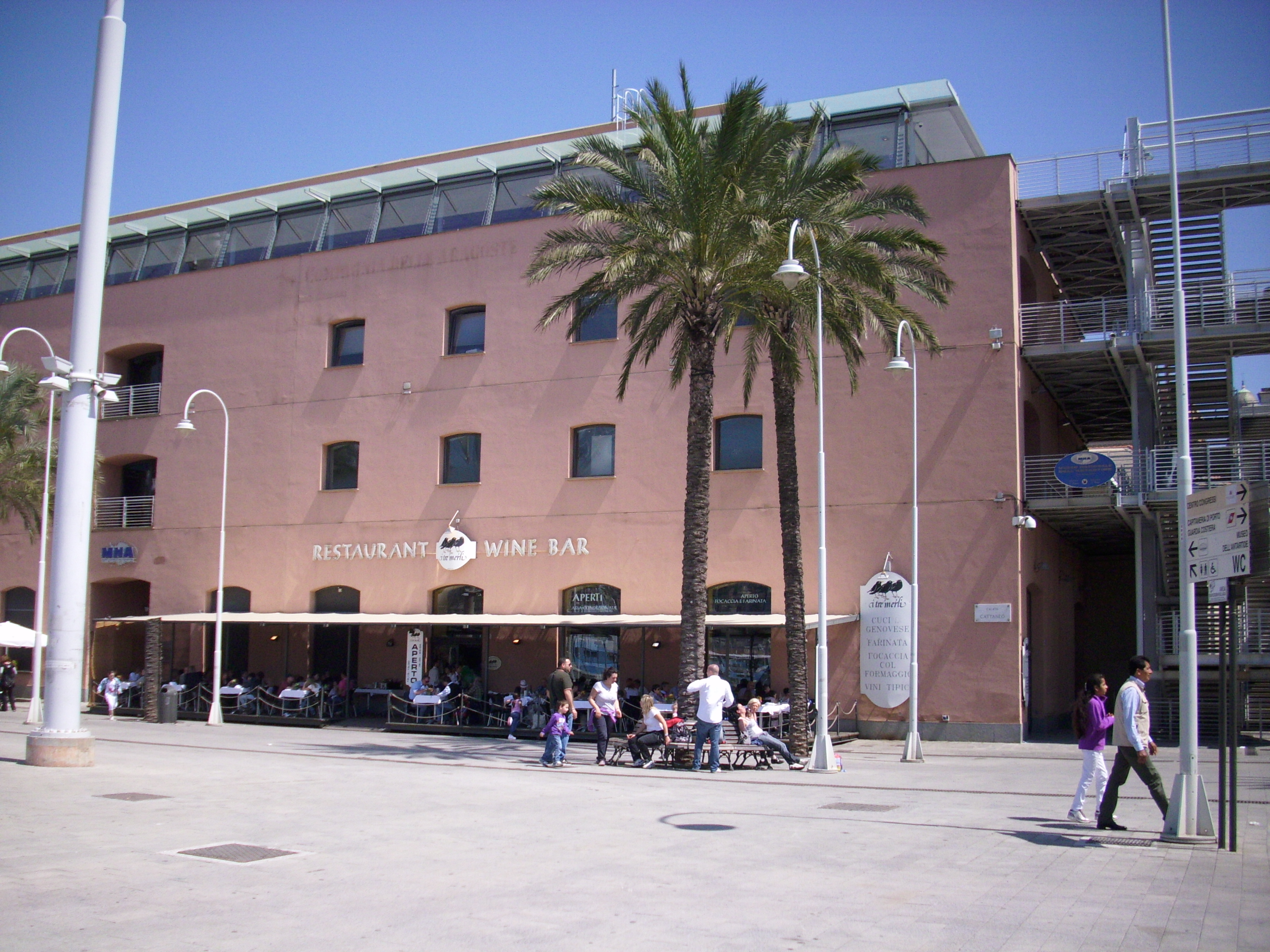
La sede di Genova

## La chiusura della sede di Genova
Il 31 agosto 2017 il Museo Nazionale dell’Antartide ha cessato definitivamente la sua attività. Il museo dal 2013 era in gestione a Costa Edutainment, ma la decisione fu presa dall'Università di Genova, proprietaria e responsabile scientifica del museo. Quando l’Università confermò la volontà di chiudere il Museo, Costa Edutainment contrattò per il prolungamento dell’apertura per ulteriori sei mesi rispetto alla data inizialmente comunicata, al fine di far coincidere la data con la fine del contratto di gestione. La chiusura del museo è stata motivata da Costa Edutainment con costi d’affitto degli spazi espositivi troppo alti che non bilanciavano le entrate derivanti dalla vendita dei biglietti e che gravavano sulle spese dell'Università con un costo di circa 200.000 euro all'anno